# ۹۲۱ (خورشیدی)
۹۲۱ نهصد و بیست و یکمین سال هجری خورشیدی است.